# 向井円
向井 円（むかい まどか、1993年9月25日 - ）は、大阪府出身の女子競輪選手。日本競輪選手会大阪支部所属、ホームバンクは関西サイクルスポーツセンター。日本競輪学校（当時。以下、競輪学校）第114期生。師匠は中武克雄（57期）。

## 経歴
大阪体育大学出身。高校時代はソフトボール、大学時代はソフトボールに加え、トライアスロンに打ち込んだ。大学卒業後、体育講師として働いていたが、ガールズケイリンを勧められプロ競輪選手になったという。
2017年1月12日、競輪学校第114回技能試験に合格。在校競走成績は1位（12勝）。
2018年7月5日、名古屋競輪場でデビューし4着。初勝利は同年8月24日の岸和田競輪場で挙げた。